# Вороњешка област
Вороњешка област  (рус. Воронежская область) је конститутивни субјект Руске Федерације са статусом области на јужном делу Средишњег федералног округа у европског делу Русије на граници са Украјином.
Административни центар области је град Вороњеж. Налази се југоисточно од Москве.

## Етимологија
Област носи име по административном центру, граду Вороњежу који је основан 1586. године.
Већина етимолога се слаже да име потиче од две руске речи, од којих је прва во́рон, што значи „врана”, док око друге речи неж постоје различите теорије (нпр. нежност, жена, јеж итд).

## Географија
Област је образована 13. јуна 1934. Простире се на површини од 52.400 km², на којој живи 2.313.600 становника (2006).
На територији области има 738 језера и 1.343 речна тока дужа од 10 km. Највећа река је Дон која од својих 1.970 km 550 тече кроз ову област. Дон је плован од града Вороњежа до ушћа у Азовско море.

## Становништво
| 1989.     | 2002.     | 2010.     |
| --------- | --------- | --------- |
| 2,469,766 | 2,378,803 | 2,335,380 |